# Dedham (Maine)
Dedham ist eine Town im Hancock County des Bundesstaates Maine in den Vereinigten Staaten. Im Jahr 2020 lebten dort 1648 Einwohner in 1172 Haushalten auf einer Fläche von 114,94 km².

## Geografie
Nach dem United States Census Bureau hat Dedham eine Gesamtfläche von 114,94 km², von denen 101,86 km² Land sind und 13,08 km² aus Gewässern bestehen.

### Geografische Lage
Dedham liegt im Nordwesten des Hancock Countys und grenzt im Norden an das Penobscot County. Auf dem Gebiet der Town befinden sich mehrere Seen. Der größte ist der Green Lake im Südosten, weitere sind der Phillips Lake, der Goose Pond, der Mountainy Pond und im Norden der Hatcase Pond und der Burnt Pond. Die Oberfläche ist hügelig, höchste Erhebung ist der 341 m hohe Bald Mountain.

### Nachbargemeinden
Alle Entfernungen sind als Luftlinien zwischen den offiziellen Koordinaten der Orte aus der Volkszählung 2010 angegeben.
- Norden: Eddington, Penobscot County, 7,3 km
- Nordosten: Clifton, Penobscot County, 9,7 km
- Osten: Otis, 7,6 km
- Süden: Ellsworth, 9,9 km
- Südwesten: Orland, 13,5 km
- Westen: Bucksport, 22,3 km
- Nordwesten: Holden, Penobscot County, 13,4 km

### Stadtgliederung
In Dedham gibt es mehrere Siedlungsgebiete: Dedham (auch Dedham Village), East Dedham, Green Lake (Greenlake) und Lucerne-in-Maine (ehemals Colony Village).

### Klima
Die mittlere Durchschnittstemperatur in Dedham liegt zwischen −7,22 °C (19° Fahrenheit) im Januar und 20,6 °C (69° Fahrenheit) im Juli. Damit ist der Ort gegenüber dem langjährigen Mittel der USA um etwa 6 Grad kühler. Die Schneefälle zwischen Oktober und Mai liegen mit bis zu zweieinhalb Metern mehr als doppelt so hoch wie die mittlere Schneehöhe in den USA; die tägliche Sonnenscheindauer liegt am unteren Rand des Wertespektrums der USA.

## Geschichte
Dedham gehörte zunächst zum Township No. 8. Bereits im Jahr 1835 wurde die Town Otis von diesem Gebiet als eigenständige Town organisiert und 1837 wurde Dedham als eigenständige Town organisiert. Der Name stammte von Dedham in Massachusetts. Die Town gab im Jahr 1841 Land an Brewer und im Jahr 1852 Land an Ellsworth ab und bekam 1909 Land von Bucksport hinzu.
Die Besiedlung von Dedham startete im Jahr 1810. Dedham liegt auf der Kutschenroute von Bangor nach Ellsworth, die heute den U.S. Highway 1A bildet. Als Übernachtungsmöglichkeit etablierte sich das Lake House besser bekannt als das Lucerne Inn, welches unter Denkmalschutz gestellt wurde und ins National Register of Historic Places eingetragen wurde.
Am 11. April 1961 zerschellte eine McDonnell F-101 Voodoo am Bald Mountain.

### Einwohnerentwicklung
| Volkszählungsergebnisse – Town of Dedham, Maine | Volkszählungsergebnisse – Town of Dedham, Maine | Volkszählungsergebnisse – Town of Dedham, Maine | Volkszählungsergebnisse – Town of Dedham, Maine | Volkszählungsergebnisse – Town of Dedham, Maine | Volkszählungsergebnisse – Town of Dedham, Maine | Volkszählungsergebnisse – Town of Dedham, Maine | Volkszählungsergebnisse – Town of Dedham, Maine | Volkszählungsergebnisse – Town of Dedham, Maine | Volkszählungsergebnisse – Town of Dedham, Maine | Volkszählungsergebnisse – Town of Dedham, Maine |
| Jahr                                            | 1800                                            | 1810                                            | 1820                                            | 1830                                            | 1840                                            | 1850                                            | 1860                                            | 1870                                            | 1880                                            | 1890                                            |
| ----------------------------------------------- | ----------------------------------------------- | ----------------------------------------------- | ----------------------------------------------- | ----------------------------------------------- | ----------------------------------------------- | ----------------------------------------------- | ----------------------------------------------- | ----------------------------------------------- | ----------------------------------------------- | ----------------------------------------------- |
| Einwohner                                       |                                                 |                                                 |                                                 |                                                 | 455                                             | 546                                             | 495                                             | 448                                             | 406                                             | 366                                             |
| Jahr                                            | 1900                                            | 1910                                            | 1920                                            | 1930                                            | 1940                                            | 1950                                            | 1960                                            | 1970                                            | 1980                                            | 1990                                            |
| Einwohner                                       | 327                                             | 353                                             | 286                                             | 279                                             | 293                                             | 374                                             | 438                                             | 522                                             | 841                                             | 1229                                            |
| Jahr                                            | 2000                                            | 2010                                            | 2020                                            | 2030                                            | 2040                                            | 2050                                            | 2060                                            | 2070                                            | 2080                                            | 2090                                            |
| Einwohner                                       | 1422                                            | 1681                                            | 1648                                            |                                                 |                                                 |                                                 |                                                 |                                                 |                                                 |                                                 |

## Kultur und Sehenswürdigkeiten

### Bauwerke
In Dedham wurde 1982 das Lucerne Inn unter Denkmalschutz gestellt und unter der Register-Nr. 82000742 ins National Register of Historic Places aufgenommen.

## Wirtschaft und Infrastruktur

### Verkehr
Der U.S. Highway 1A verläuft in nordsüdlicher Richtung zentral durch Dedham. Ebenso die Maine State Route 46, die durch den westlichen Zipfel von Dedham verläuft.

### Öffentliche Einrichtungen
Dedham besitzt keine eigenen medizinischen Einrichtungen oder Krankenhäuser. Die Nächstgelegenen befinden sich in Brewer und Bangor.
Es gibt keine Bücherei in Dedham, die nächste befindet sich in Orrington.

### Bildung
Dedham gehört mit Aurora, Amhers, Great Pont, Orrington und Osborn zum CSD #8.
Im Schulbezirk werden folgende Schulen angeboten:
- Airline Community School in Aurora, mit Schulklassen vom Pre-Kindergarten bis 8. Schuljahr
- Center Drive School in Orrington, bis Klasse 8
- Dedham School in Dedham, mit Schulklassen vom Pre-Kindergarten bis 8. Schuljahr

## Persönlichkeiten

### Söhne und Töchter der Stadt
- Pascal P. Gilmore (1845–1931), Soldat im Sezessionskrieg, Politiker und Maine State Treasurer